# The 44 Specialist
The 44 Specialist (auch The .44 Specialist, Originaltitel Mark colpisce ancora) ist ein italienischer Kriminalfilm, den Stelvio Massi 1976 inszenierte. Der dritte und abschließende Teil der Filmserie um Kommissar Mark Patti wurde im deutschsprachigen Raum im Juli 1984 auf Video erstaufgeführt. Die Vorgängerfilme waren Mark il poliziotto und Mark il poliziotto spara per primo, beide 1975 von Massi mit Gasparri in der Hauptrolle inszeniert, dessen Figur in diesen beiden Werken allerdings „Terzi“ hieß.

## Handlung
Kommissar Mark Patti schleust sich als Beatnik in Trastevere in eine Gruppe deutschsprachiger Anarchisten ein, die von Paul Henkel und Olga Kube geführt werden. Beide nehmen Mark mit nach Wien, wo er versucht, der örtlichen Polizei und Interpol seine bis dahin gesammelten Informationen über anstehende Anschläge anzubieten. Maßnahmen werden jedoch nicht ergriffen, die Attentate finden statt. Inspektor Altman, der bald stirbt, und andere Funktionsträger, sind offenbar in die Gruppenaktivitäten verwickelt.
Mark führt sein Doppelspiel fort und nimmt an einer Zugentführung zu Erpressung der Freilassung der unterdessen festgenommenen Olga teil. Mit Paul und ihr geht es erneut nach Wien auf der Suche nach dem hinter den Anschlägen stehenden Finanzier, kann jedoch letztlich den Hintermann nicht ausmachen und kehrt nach Rom zurück.

## Kritik
Segnalazione cinematografiche urteilten, der Film biete zwar mehr als das übliche Einer gegen alle-Schema, es fehle jedoch eine innere Entwicklung, da er nach interessanter Schilderung terroristischer Aktionen keine geeignete These biete, sondern sich in Zeigen bizarrer Erklärungen ergehe. Karsten Thurau bemängelte ähnlich wie das Lexikon des internationalen Films, der einen „Italo-Thriller mit teilweise konfuser Entwicklung der Story“ sah, dass die dramaturgischen Fäden völlig aus dem Ruder laufen, lobte aber die Leistungen der Darsteller, insbesondere Steiners und Saxons.